# Burksiella singularis
Burksiella singularis är en stekelart som först beskrevs av Yousuf och Shafee 1988.  Burksiella singularis ingår i släktet Burksiella och familjen hårstrimsteklar. Inga underarter finns listade.